# 血管
血管（けっかん、blood vessel）は、血液を身体の各所に送る血液循環の通路となる管。全身へ酸素や栄養分、老廃物、体温（恒温動物の場合）、水分を運ぶ。血管の中の血液を規則的に送るための筋肉に富む構造がある場合、これを心臓という。血管中の血液の流れる方向は普通一定している。脊椎動物の血管は心臓から出る血液を送る動脈と心臓へ戻る血液を送る静脈、そしてそれぞれの末端（細動脈と細静脈）をつなぐ毛細血管からなる。

## 解剖学的観察

動脈、静脈、毛細血管等の図解

毛細血管では血管内皮のみからなる。内皮は単層扁平上皮で中胚葉由来の1層の内皮細胞でできている。
動脈と静脈の壁は内膜、中膜、外膜の3層に分かれている。最も内側にあり内皮とわずかな結合組織からなる。動脈においてよく発達しており内膜の内側にあって血管平滑筋、弾性線維、膠原線維からなる中膜、その周りにあり被膜状疎性結合組織からなる層の外膜に区別される。静脈では中膜があまり発達していない。外膜には筋肉層に繋がる神経がある。大きい血管であれば栄養供給用の毛細血管（栄養血管）もある。
1922年、アウグスト・クローグにより、ヒトの成人の毛細血管をすべて繋げて1本にした長さは、およそ10万km（キロメートル）と推定され、この記述を基に、ヒトの血管の全長は地球の赤道を約2.5周する長さに及ぶという共通認識として多くの文献で記述されていたが、その後の研究では実際の長さは9000–19000 km（地球半周分）であると修正されている。

## 生理学的観察
血管は能動的に血液輸送はしない（感知できる程の蠕動運動はしない）が、動脈（ある程度なら静脈も）は自律神経による筋層収縮によってその内径を調節し、下流臓器への血量を変えることができる。血管拡張と血管狭窄は体温調節のように互いに拮抗的に働く。
酸素（赤血球のヘモグロビンに結合）は血液によって運ばれる最も重要な物質の一つである。肺動脈を除く全ての動脈では、ヘモグロビンは殆ど（95–100％）酸素で飽和している。一方、肺静脈を除く全ての静脈では約70％ほどに不飽和化するが、肺循環経由でこの値は戻される。
血管に於ける血圧は通例水銀柱ミリメートル（mmHg）で表される。

## 動脈と静脈
心臓から送り出される血液が通るのが動脈、心臓へ戻る血液が通るのが静脈である。また、動脈には弾性型動脈と筋型動脈が存在する。動脈と静脈は、基本的には同じような構造であるが、動脈には心臓からの強い圧力がかかるため、壁が非常に厚くなっている。静脈では、そのような圧力がかからないので、壁が薄くなっているほか、逆流しないように弁が付いている。太い動脈には大きい圧力がかかっているため、仮に傷によって体外に開いた場合、出血量が非常に多くなり、失血死の危険が大きい。そのため、大抵の場合、静脈が体表側を通り、動脈はより内側を通る。
動脈を通る血液を動脈血、静脈を通る血液を静脈血という。例外は心臓から肺への肺動脈と肺から心臓へはいる肺静脈の場合（肺循環）であり、肺動脈は静脈血が通り、肺静脈は動脈血が通る。
陸上脊椎動物においてこの二つの違いは、主に酸素含有量の差であり、動脈血は酸素を多く含み（酸素ヘモグロビンの率が高く）、血液は鮮やかな赤色をしている。静脈血は酸素を失っているため、限りなく黒に近い赤色になっている。

## 血管系
多くの動物では、血管は全身に渡って互いに繋がり、血管系あるいは循環系をなす。血管系は動物の分類群により構成が異なり、開放血管系、閉鎖血管系の2種類がある。

### 開放血管系
動脈、静脈からなる。心臓から繋がる動脈は体の各部に伸びて、そこで口を開く。動脈から流れ出た血液は、直接細胞間を経由し（毛細血管がない）、静脈へ戻る。昆虫などの節足動物、軟体動物などの動物群にみられる。
単層の扁平な血管内皮に裏打ちされる。

### 閉鎖血管系
動脈、静脈、毛細血管からなる。動脈から流れ出た血液は、毛細血管を経て静脈へ戻る。血液は血管内に閉じこめられている。血漿やリンパ球は血管壁から出て、周囲の細胞と細胞との間を埋める組織液として、血液と細胞との間の物質の運搬などを担う。脊索動物（ただし一部の原索動物を除く）、環形動物に見られる。当然ながらヒトも閉鎖血管系である。

## 血管に関する医学
血管は外傷や様々な疾患に見舞われ、外傷による大量の出血や重要な血管の破裂または塞栓・狭窄は死亡につながることもある（脳血管障害、大動脈解離など）。循環器科よりさらに特化した血管科を設けている医療機関もある。
静脈の内圧は低く破裂を起こしにくいため関連疾患はほとんどの場合、その狭窄に関するものである。静脈を圧迫する典型的な原因に大動脈の拡張、妊娠による子宮の拡大、腹部の悪性腫瘍（大腸がん、腎細胞がん、卵巣がん）がある。まれに排便時のいきみで下大静脈の血流が悪くなり失神することがある。
下大静脈の閉塞は稀であるが、命にかかわり緊急性が高いとされる。深部静脈血栓症や肝移植、大腿静脈のカテーテルなどの医療器具で閉塞を起こすことがある。

### 人工血管
動脈硬化症などにより機能しなくなった血管の置き換え、血管のバイパス手術のために人工血管が開発されており、1950年代からヒトの治療に実用化されている。

#### ステントグラフト
ステントグラフトとは、19世紀のイギリスの歯科医 Charles R. Stent に由来し、ステントといわれるバネ状の金属を取り付けた人工血管である。それを用いたステントグラフト内挿術は、大動脈瘤や大動脈解離の治療方法の1つである。この治療の特徴は、必要な切開部を小さくすることができ、所要時間も短い。そのため、手術患者の身体にかかる負担を抑えられる。しかし、術後からエンドリークという血液や血漿の漏出による瘤内に流れる現象が出現することがある。エンドリークには、早急な治療を必要とするものもあり、綿密なフォローアップが重要である。ステントグラフトの素材は、薄く加工ができるかつ強度が保たれるポリエステルが多く使用される。